# Jann Wenner
Jann Simon Wenner (New York, 7 gennaio 1946) è un giornalista e editore statunitense, famoso per essere il fondatore della rivista musicale quindicinale Rolling Stone.

## I primi anni
I genitori di Wenner divorziarono quando era ancora molto giovane e lo mandarono in un istituto. Tuttavia seguì una causa legale per l'affidamento in quanto nessuno dei due genitori voleva prendersi la responsabilità del figlio, cosa sulla quale lo stesso Wenner ironizza molto. Il giovane si diplomò alle scuole superiori presso la Chadwick School nel 1964.